# Holt, Worcestershire
Holt är en civil parish i Storbritannien.   Den ligger i grevskapet Worcestershire och riksdelen England, i den södra delen av landet, 170 km nordväst om huvudstaden London. Den omfattar byn Holt Heath, slottet Holt Castle och kringliggande landsbygd.